# Zoo de Bristol
Le Zoo de Bristol est un parc zoologique anglais situé à la frontière entre les comtés de Gloucestershire et du Somerset, à Clifton dans la banlieue de la ville de Bristol.
La collection de mammifères compte 300 animaux de 50 espèces, et comprend notamment des okapis, que le zoo de Bristol a été un des premiers dans le monde à élever, des lions asiatiques, des hippopotames pygmées et des pandas roux. Il est l'un des seuls zoos du Royaume-Uni à présenter des roussettes de Livingstone, et des groupes reproducteurs de gorilles des plaines de l'Ouest et d'ayes-ayes.
Le zoo, membre permanent de l'Association européenne des zoos et aquariums (EAZA), s'engage dans la conservation ex situ en participant à des programmes européens pour les espèces menacées (EEP et ESB) dont il en coordonne dix. Il est également membre de l'Association mondiale des zoos et aquariums (WAZA).
En 2015 il a été fréquenté par 545 722 personnes.

## Conservation
Le zoo est coordinateur de trois programmes européens pour les espèces menacées (EEP) : calao tarictic (en danger), pinché à crête blanche (en danger critique) et gibbon agile (en danger). Il coordonne également sept studbooks européens (ESB) dédiés à des espèces menacées : mygale ornementale saphire (en danger critique), tortue plate (vulnérable), gecko Phelsuma klemmeri (en danger), gallicolombe poignardée (quasi-menacée), gallicolombe de Bartlett (vulnérable), nestor kéa (vulnérable) et les espèces de calaos du genre carotte .
Par ailleurs, il coordonne l'ESB dédié au tangara du Brésil et l'EEP dédié au potamochère roux, deux espèces classées en "préoccupation mineure" par l'UICN.